# Вожойка (приток Позими)
Вожойка — река в России, протекает по территории Воткинского и Завьяловского районов и городского округа Ижевск в Удмуртии. Правый приток реки Позимь, бассейн Ижа.

## География
Длина реки составляет 23 км. Вожойка начинается в лесах на западе Воткинского района, северо-восточнее Ижевска. Течёт на запад, сразу же переходит на территорию Завьяловского района, затем поворачивает на юг. На реке сооружён пруд у деревни Русский Вожой, в который впадает приток Конанка. Ниже по правому берегу впадает река Ягулка. Далее Вожойка протекает по восточной окраине Ижевска (микрорайон Смирново), на левом берегу деревни Новые Марасаны и Бахтияры, на правом — Нижний Вожой. Впадает в Позимь в 19 км от устья последней.

## Притоки (от устья)
- лев: Якшурка
- пр: Старковка
- 12 км пр: Ягулка (дл. 12 км)
- 12 км лев: Долгушка
- 15 км лев: Конанка (дл. 11 км)

## Данные водного реестра
По данным государственного водного реестра России относится к Камскому бассейновому округу, водохозяйственный участок реки — Иж от истока и до устья, речной подбассейн реки — бассейны притоков Камы до впадения Белой. Речной бассейн реки — Кама.
Код объекта в государственном водном реестре — 10010101212111100027071.